# Xiphidiella menuhini
Xiphidiella menuhini är en tvåvingeart som beskrevs av Andy Z. Lehrer 1993. Xiphidiella menuhini ingår i släktet Xiphidiella och familjen köttflugor. Inga underarter finns listade i Catalogue of Life.